# Friedrich Soennecken
Friedrich Soennecken (né le 20 septembre 1848, mort le 2 juillet 1919) est un entrepreneur et inventeur allemand. Il a fondé Soennecken (de), un fournisseur de bureau allemand.

## Biographie
Friedrich est né à Iserlohn-Dröschede en 1848, il est le fils d'un forgeron. Le 17 mai 1875, il fonde la « F. Soennecken Verlag », une entreprise commerciale située à Remscheid, province de Rhénanie. Ses inventions principales sont le style de calligraphie « écriture ronde » et la plume de stylo qui lui est associé. L'écriture ronde a été conçue pour être un style de calligraphie visuellement attrayant et standardisé, facile à apprendre et à écrire. Soennecken a publié des livres sur le sujet en plusieurs langues,.
En 1888, Friedrich Nietzsche écrivit à un ami qu'il avait enfin découvert un papier de qualité sur lequel écrire et un stylo de qualité allemand : Soenneckens Rundschrift Federhalter.[citation nécessaire]
Soennecken a également conçu et fait breveter la première perforatrice, Papierlocher fur Sammelmappen, en 1886 (14 novembre), ainsi que la reliure à anneaux. En 1876, lui et sa compagnie déménage à Poppelsdorf, près de Bonn, l'université à côté lui décernera plus tard le titre de Dr. med. h. c..
Friedrich meurt à Bonn en 1919.

## Invention
(novembre 2017).
Si vous disposez d'ouvrages ou d'articles de référence ou si vous connaissez des sites web de qualité traitant du thème abordé ici, merci de compléter l'article en donnant les références utiles à sa vérifiabilité et en les liant à la section « Notes et références ».
- Conteneur d'encre avec support stable (inventé en tant qu'apprenti).
- Un style d'écriture avec une plume à la pointe ronde (1860).
- Écriture ronde, modèle de notre script actuel.
- Un modèle précoce de classeur qui devint plus tard le fichier Soennecken (1886).

- Le perforateur (1886)[4].
- La reliure à anneaux, plus tard l'objet deviendra une partie symbolique du logo de Soennecken.